# Hervé Perdriolle
 (octobre 2008).
Si vous disposez d'ouvrages ou d'articles de référence ou si vous connaissez des sites web de qualité traitant du thème abordé ici, merci de compléter l'article en donnant les références utiles à sa vérifiabilité et en les liant à la section « Notes et références ».
Hervé Perdriolle, né le 11 janvier 1954 à Lyon, est un graphiste, photographe, directeur artistique, critique d'art et commissaire d'exposition. Il est considéré comme le promoteur de la figuration libre.

## Parcours
Graphiste, Hervé Perdriolle conçoit le système graphique de la revue Artistes créée par Bernard Lamarche-Vadel. Il travaille pour la revue du Syndicat de la magistrature, conçoit des affiches, des pochettes de disques et des annonces promotionnelles pour The Cure, Jean-Michel Jarre, Joe Jackson. Directeur artistique, il réalise des maquettes de catalogues et de livres sur Calder, Miro, Léger, pour la galerie et les éditions Maeght, et sur Helmut Newton, pour les Éditions du Regard.
Également photographe, sa première exposition est organisée par Georges Rousse en 1974 à Nice. En 2003, il invite Richard Long en Inde. Le reportage photographique qu'il réalise à cette occasion est un des rares témoignages visuels d’œuvres en cours de réalisation par l’un des initiateurs du land art.
Commissaire d’exposition, Hervé Perdriolle organise des manifestations artistiques dans des espaces les plus divers comme le métro, au club Les Bains Douches, aux 24 heures du Mans, durant le championnat du monde de ski nautique, au musée d'Art moderne de la ville de Paris ou encore au musée des monuments français. Il organise la première expédition lumière de Yann Kersalé (Société métallurgique de Normandie, 1984).

### La figuration libre
Promoteur de la figuration libre, il illustre, à travers de nombreuses manifestations, les liens amicaux et culturels qui unissent, de 1981 à 1985, les artistes de ce mouvement : Rémi Blanchard, François Boisrond, Robert Combas et Hervé Di Rosa. Pour montrer les affinités entre ces artistes et leurs homologues américains, il organise les premières interventions en France de Jean-Michel Basquiat (avec Otto Hahn), Keith Haring, Crash et Tseng Kwong Chi (« 5/5, Figuration Libre, France/USA »).
Directeur de la société des frères Di Rosa (1988-1994), il est cofondateur du mouvement d'art modeste. Passionné par l’art brut, il coorganise les expositions d’André Robillard, Thérèse Bonnelalbay ou encore Willem van Genk.

### L'Inde
De 1996 à 1999, Hervé Perdriolle vit en Inde où il étudie l’art vernaculaire (l'art tribal et l’art populaire), l’art moderne et l’art contemporain indiens. Depuis 1996, il constitue une collection d'art vernaculaire (d'art tribal et d’art populaire) indien et organise des expositions.
L’art de la tribu Warli et, plus particulièrement, de Jivya Soma Mashe, de la tribu des Gond, dont Jangarh Singh Shyam et Ram Singh Urveti, l’art des peintres, conteurs et magiciens itinérants, Patua, Jadu Patua, Santal Parganas, et l’art des femmes  peintres du Mithila constituent l’architecture principale de cette collection. De 2007 à 2008, il est le consultant Inde pour Artcurial et met en place les deux premières ventes d’art moderne et contemporain indien en France.

## Publications
- Figuration libre, une initiation à la culture mass medias, éditions Axe-Sud, 1984
- Art contemporain indien, coll. « 5 Continents », éditions Milan, 2012